# Cliff Watson
Pour les articles homonymes, voir Watson.
Pas d'image ? Cliquez ici

a Compétitions nationales et continentales officielles uniquement.

b Matchs officiels uniquement.
Clifford H. Watson, dit Cliff Watson, né le 26 avril 1940 à Londres (Angleterre, Royaume-Uni) et mort le 2 mai 2018 à Cronulla (Nouvelle-Galles du Sud, Australie), est un joueur de rugby à XIII anglais évoluant au poste de pilier dans les années 1960 et 1970.

## Carrière
Cliff Watson a joué pour St Helens RLFC où il y rejoint le temple de la renommée et est appelé en sélection britannique et anglaise, disputant les coupe du monde 1968 et 1970, il s'exile ensuite à Cronulla en Australie.